# Ben Uzoh
Benjamin Izoura Uzoh, detto Ben (Houston, 19 marzo 1988), è un cestista e allenatore di pallacanestro statunitense con cittadinanza nigeriana.